# Laurin & Klement – Škoda 115
Laurin & Klement 115 (též Laurin & Klement – Škoda 115 nebo Škoda 115) byl nákladní automobil nebo autobus vyráběný československou automobilkou Laurin & Klement/Škoda v Mladé Boleslavi od roku 1925 do roku 1927. Byl odvozen od typu 110. Uvezl až 1500 kg. Motorem byl řadový čtyřválec s rozvodem SV o výkonu 22 kW (30 koní) a objemu válců 1944 cm³. Vůz mohl jet maximálně 60 km/h. Celkem se vyrobilo 200 kusů.
Autobusová verze byla vyráběna v letech 1925–1931. Malé autobusy pro 12 sedících cestujících byly dodávány jak s uzavřenou karoserií (využívány byly především jako hotelové autobusy), tak s otevřenou vyhlídkovou karoserií.